# Four (álbum de Bloc Party)
Four é o quarto álbum de estúdio do quarteto de indie rock britânico Bloc Party, que foi lançado em 2012, após um hiato de quatro anos.

## Faixas
Todas as músicas foram compostas por Bloc Party.
1. "So He Begins to Lie" - 3:34
2. "3x3" -	2:39
3. "Octopus" - 3:05
4. "Real Talk"- 4:14
5. "Kettling" - 3:41
6. "Day Four" - 4:11
7. "Coliseum" - 2:29
8. "V.A.L.I.S." - 3:20
9. "Team A" - 4:37
10. "Truth" - 4:00
11. "The Healing" - 4:19
12. "We Are Not Good People" - 3:20

Faixas bônus da edição de luxo
1. "Mean" - 3:27
2. "Leaf Skeleton" - 3:39

Faixa bônus da iTunes Store
1. "Black Crown" - 1:55

Faixa bônus da Amazon MP3
1. "Lean" - 3:52

## Paradas Musicais
| Álbum \| Parada Musical (2012) \| Posição \| \| ----------------------- \| ------- \| \| Australian Albums Chart \| 3 [4] \| \| UK Album Charts \| 3 [5] \| 1. 2. 3. 4. 5. - Site oficial da banda |         |
| Parada Musical (2012) | Posição |
| Australian Albums Chart | 3       |
| UK Album Charts | 3       |